# Abraxas comminuta
Abraxas comminuta là một loài bướm đêm trong họ Geometridae.